# 자바땃쥐
자바땃쥐(Crocidura maxi)는 땃쥐과에 속하는 포유류의 일종이다. 인도네시아의 토착종이다.